# Eleições legislativas portuguesas de 2024 no distrito de Aveiro
| Eleições legislativas portuguesas de 2024 Distritos: Aveiro \| Beja \| Braga \| Bragança \| Castelo Branco \| Coimbra \| Évora \| Faro \| Guarda \| Leiria \| Lisboa \| Portalegre \| Porto \| Santarém \| Setúbal \| Viana do Castelo \| Vila Real \| Viseu \| Açores \| Madeira \| Estrangeiro |

## Resultados por concelho
Os resultados nos concelhos do Distrito de Aveiro foram os seguintes:

### Águeda
| Partido                 | Partido                                  | Votos  | %               | +/-   |
| ----------------------- | ---------------------------------------- | ------ | --------------- | ----- |
|                         | Aliança Democrática (PPD/PSD-CDS-PP-PPM) | 9 627  | 35,27 / 100,00  | 3,52  |
|                         | Partido Socialista                       | 7 570  | 27,73 / 100,00  | 11,69 |
|                         | CHEGA                                    | 5 285  | 19,36 / 100,00  | 12,51 |
|                         | Iniciativa Liberal                       | 1 247  | 4,57 / 100,00   | 0,56  |
|                         | Bloco de Esquerda                        | 915    | 3,35 / 100,00   | 0,66  |
|                         | LIVRE                                    | 441    | 1,62 / 100,00   | 1,07  |
|                         | Alternativa Democrática Nacional         | 440    | 1,61 / 100,00   | 1,43  |
|                         | Coligação Democrática Unitária (PCP-PEV) | 358    | 1,31 / 100,00   | 0,39  |
|                         | Pessoas–Animais–Natureza                 | 322    | 1,18 / 100,00   | 0,29  |
|                         | Outros (com menos de 1,00%)              | 286    | 1,04 / 100,00   |       |
| Votos Inválidos         | Votos Inválidos                          | 806    | 2,85 / 100,00   | 0,47  |
| Total                   | Total                                    | 27 297 | 100,00 / 100,00 |       |
| Eleitorado/Participação | Eleitorado/Participação                  | 41 936 | 65,09 / 100,00  | 9,94  |

| Freguesia                                        | %     | %     | %     | %    | %    | %    | %    | %    | %    | Votantes | Taxa de Participação |
| Freguesia                                        | AD    | PS    | CH    | IL   | BE   | L    | ADN  | CDU  | PAN  | Votantes | Taxa de Participação |
| ------------------------------------------------ | ----- | ----- | ----- | ---- | ---- | ---- | ---- | ---- | ---- | -------- | -------------------- |
| Freguesia                                        |       |       |       |      |      |      |      |      |      | Votantes | Taxa de Participação |
| Aguada de Cima                                   | 35,81 | 24,02 | 24,11 | 3,69 | 3,56 | 1,91 | 1,82 | 0,71 | 0,58 | 2 248    | 61,84                |
| Águeda e Borralha                                | 34,89 | 29,09 | 17,38 | 5,24 | 3,66 | 1,96 | 1,73 | 1,45 | 1,05 | 7 652    | 64,66                |
| Barrô e Aguada de Baixo                          | 39,76 | 25,53 | 19,05 | 4,21 | 2,66 | 1,33 | 1,99 | 0,28 | 1,27 | 1 806    | 62,71                |
| Belazaima do Chão, Castanheira do Vouga e Agadão | 39,38 | 24,44 | 23,16 | 2,88 | 1,60 | 0,85 | 1,71 | 0,64 | 0,53 | 937      | 70,66                |
| Fermentelos                                      | 53,32 | 11,72 | 19,36 | 4,62 | 2,28 | 1,49 | 1,86 | 0,74 | 1,17 | 1 885    | 66,73                |
| Macinhata do Vouga                               | 30,26 | 30,94 | 22,13 | 3,13 | 3,58 | 1,19 | 1,76 | 1,76 | 1,71 | 1 758    | 58,00                |
| Préstimo e Macieira de Alcoba                    | 37,44 | 28,41 | 21,37 | 3,08 | 3,08 | 1,98 | 1,54 | 0,66 | 0,66 | 454      | 60,70                |
| Recardães e Espinhel                             | 31,82 | 31,17 | 18,44 | 5,09 | 3,70 | 1,20 | 1,33 | 1,17 | 1,33 | 3 677    | 68,58                |
| Travassô e Óis da Ribeira                        | 33,79 | 28,25 | 17,03 | 5,40 | 4,86 | 1,57 | 1,44 | 0,96 | 0,75 | 1 462    | 72,95                |
| Trofa, Segadães e Lamas do Vouga                 | 32,34 | 29,37 | 19,09 | 4,48 | 3,60 | 2,06 | 1,06 | 2,46 | 1,43 | 2 724    | 67,56                |
| Valongo do Vouga                                 | 30,18 | 31,96 | 20,56 | 4,31 | 2,49 | 1,30 | 1,60 | 1,78 | 1,34 | 2 694    | 63,27                |
| Águeda                                           | 35,27 | 27,73 | 19,36 | 4,57 | 3,35 | 1,62 | 1,61 | 1,31 | 1,18 | 27 297   | 65,09                |

### Albergaria-a-Velha
| Partido                 | Partido                                  | Votos  | %               | +/-   |
| ----------------------- | ---------------------------------------- | ------ | --------------- | ----- |
|                         | Aliança Democrática (PPD/PSD-CDS-PP-PPM) | 5 433  | 37,31 / 100,00  | 2,90  |
|                         | Partido Socialista                       | 3 414  | 23,44 / 100,00  | 14,22 |
|                         | CHEGA                                    | 3 117  | 21,41 / 100,00  | 13,93 |
|                         | Iniciativa Liberal                       | 595    | 4,09 / 100,00   | 0,26  |
|                         | Bloco de Esquerda                        | 465    | 3,19 / 100,00   | 0,73  |
|                         | LIVRE                                    | 288    | 1,98 / 100,00   | 1,29  |
|                         | Alternativa Democrática Nacional         | 274    | 1,88 / 100,00   | 1,70  |
|                         | Pessoas–Animais–Natureza                 | 222    | 1,52 / 100,00   | 0,30  |
|                         | Coligação Democrática Unitária (PCP-PEV) | 149    | 1,02 / 100,00   | 0,47  |
|                         | Outros (com menos de 1,00%)              | 181    | 1,24 / 100,00   |       |
| Votos Inválidos         | Votos Inválidos                          | 424    | 2,91 / 100,00   | 0,69  |
| Total                   | Total                                    | 14 562 | 100,00 / 100,00 |       |
| Eleitorado/Participação | Eleitorado/Participação                  | 22 449 | 64,87 / 100,00  | 9,87  |

| Freguesia                     | %     | %     | %     | %    | %    | %    | %    | %    | %    | Votantes | Taxa de Participação |
| Freguesia                     | AD    | PS    | CH    | IL   | BE   | L    | ADN  | PAN  | CDU  | Votantes | Taxa de Participação |
| ----------------------------- | ----- | ----- | ----- | ---- | ---- | ---- | ---- | ---- | ---- | -------- | -------------------- |
| Freguesia                     |       |       |       |      |      |      |      |      |      | Votantes | Taxa de Participação |
| Albergaria-a-Velha e Valmaior | 37,41 | 21,83 | 21,40 | 4,84 | 3,49 | 2,16 | 1,76 | 1,87 | 1,13 | 6 197    | 63,60                |
| Alquerubim                    | 35,27 | 28,49 | 20,42 | 3,01 | 2,94 | 1,36 | 1,96 | 0,98 | 0,53 | 1 327    | 65,05                |
| Angeja                        | 29,42 | 30,44 | 21,77 | 3,66 | 3,23 | 1,87 | 1,96 | 1,28 | 1,36 | 1 176    | 66,44                |
| Branca                        | 39,67 | 21,56 | 21,81 | 3,89 | 2,50 | 2,01 | 2,19 | 1,42 | 1,02 | 3 237    | 64,93                |
| Ribeira de Fráguas            | 44,05 | 23,38 | 18,16 | 2,30 | 3,13 | 2,09 | 1,46 | 1,04 | 0,73 | 958      | 68,33                |
| São João de Loure e Frossos   | 35,69 | 24,18 | 23,04 | 3,84 | 3,66 | 1,74 | 1,86 | 1,32 | 0,96 | 1 667    | 66,47                |
| Albergaria-a-Velha            | 37,31 | 23,44 | 21,41 | 4,09 | 3,19 | 1,98 | 1,88 | 1,52 | 1,03 | 14 562   | 64,87                |

### Anadia
| Partido                 | Partido                                  | Votos  | %               | +/-   |
| ----------------------- | ---------------------------------------- | ------ | --------------- | ----- |
|                         | Aliança Democrática (PPD/PSD-CDS-PP-PPM) | 6 604  | 40,97 / 100,00  | 3,23  |
|                         | Partido Socialista                       | 3 663  | 22,72 / 100,00  | 10,53 |
|                         | CHEGA                                    | 2 857  | 17,72 / 100,00  | 10,99 |
|                         | Iniciativa Liberal                       | 721    | 4,47 / 100,00   | 0,18  |
|                         | Bloco de Esquerda                        | 510    | 3,16 / 100,00   | 0,68  |
|                         | LIVRE                                    | 301    | 1,87 / 100,00   | 1,19  |
|                         | Alternativa Democrática Nacional         | 272    | 1,69 / 100,00   | 1,51  |
|                         | Pessoas–Animais–Natureza                 | 246    | 1,53 / 100,00   | 0,32  |
|                         | Coligação Democrática Unitária (PCP-PEV) | 207    | 1,28 / 100,00   | 0,12  |
|                         | Outros (com menos de 1,00%)              | 220    | 1,37 / 100,00   |       |
| Votos Inválidos         | Votos Inválidos                          | 519    | 3,22 / 100,00   | 0,64  |
| Total                   | Total                                    | 16 120 | 100,00 / 100,00 |       |
| Eleitorado/Participação | Eleitorado/Participação                  | 25 583 | 63,01 / 100,00  | 9,01  |

| Freguesia                                      | %     | %     | %     | %    | %    | %    | %    | %    | %    | Votantes | Taxa de Participação |
| Freguesia                                      | AD    | PS    | CH    | IL   | BE   | L    | ADN  | PAN  | CDU  | Votantes | Taxa de Participação |
| ---------------------------------------------- | ----- | ----- | ----- | ---- | ---- | ---- | ---- | ---- | ---- | -------- | -------------------- |
| Freguesia                                      |       |       |       |      |      |      |      |      |      | Votantes | Taxa de Participação |
| Amoreira da Gândara, Paredes do Bairro e Ancas | 44,97 | 19,11 | 20,70 | 3,50 | 2,55 | 1,46 | 2,04 | 1,08 | 0,83 | 1 570    | 65,06                |
| Arcos e Mogofores                              | 36,74 | 25,08 | 16,21 | 5,76 | 3,85 | 2,75 | 1,24 | 2,13 | 2,05 | 3 560    | 64,88                |
| Avelãs de Caminho                              | 36,18 | 27,33 | 19,57 | 4,04 | 1,86 | 1,71 | 2,80 | 1,55 | 1,09 | 644      | 61,33                |
| Avelãs de Cima                                 | 50,74 | 16,42 | 18,16 | 3,91 | 1,39 | 1,13 | 1,91 | 0,70 | 0,61 | 1 151    | 62,72                |
| Moita                                          | 42,68 | 22,93 | 15,38 | 4,29 | 3,77 | 1,70 | 1,55 | 1,92 | 1,55 | 1 352    | 64,88                |
| Sangalhos                                      | 36,23 | 21,91 | 21,23 | 4,41 | 4,73 | 1,73 | 1,41 | 1,23 | 1,86 | 2 200    | 62,75                |
| São Lourenço do Bairro                         | 41,10 | 22,50 | 16,69 | 4,71 | 3,31 | 1,40 | 1,91 | 1,69 | 0,81 | 1 360    | 61,68                |
| Tamengos, Aguim e Óis do Bairro                | 39,09 | 27,11 | 14,28 | 4,33 | 3,21 | 2,57 | 1,76 | 1,82 | 0,70 | 1 870    | 63,54                |
| Vila Nova de Monsarros                         | 35,05 | 30,81 | 16,61 | 4,93 | 2,29 | 1,15 | 1,95 | 0,92 | 1,26 | 873      | 59,23                |
| Vilarinho do Bairro                            | 52,14 | 15,00 | 19,87 | 3,05 | 1,62 | 1,17 | 2,08 | 0,84 | 0,65 | 1 540    | 59,55                |
| Anadia                                         | 40,97 | 22,72 | 17,72 | 4,47 | 3,16 | 1,87 | 1,69 | 1,53 | 1,28 | 16 120   | 63,01                |

### Arouca
| Partido                 | Partido                                  | Votos  | %               | +/-   |
| ----------------------- | ---------------------------------------- | ------ | --------------- | ----- |
|                         | Aliança Democrática (PPD/PSD-CDS-PP-PPM) | 5 919  | 44,08 / 100,00  | 3,11  |
|                         | Partido Socialista                       | 2 392  | 24,52 / 100,00  | 12,05 |
|                         | CHEGA                                    | 2 200  | 16,38 / 100,00  | 11,62 |
|                         | Iniciativa Liberal                       | 436    | 3,25 / 100,00   | 0,62  |
|                         | Bloco de Esquerda                        | 312    | 2,32 / 100,00   | 0,33  |
|                         | Alternativa Democrática Nacional         | 222    | 1,65 / 100,00   | 1,54  |
|                         | LIVRE                                    | 177    | 1,32 / 100,00   | 0,87  |
|                         | Pessoas–Animais–Natureza                 | 159    | 1,18 / 100,00   | 0,52  |
|                         | Outros (com menos de 1,00%)              | 348    | 2,59 / 100,00   |       |
| Votos Inválidos         | Votos Inválidos                          | 362    | 2,69 / 100,00   | 0,30  |
| Total                   | Total                                    | 13 427 | 100,00 / 100,00 |       |
| Eleitorado/Participação | Eleitorado/Participação                  | 19 670 | 68,26 / 100,00  | 7,38  |

| Freguesia                       | %     | %     | %     | %    | %    | %    | %    | %    | Votantes | Taxa de Participação |
| Freguesia                       | AD    | PS    | CH    | IL   | BE   | ADN  | L    | PAN  | Votantes | Taxa de Participação |
| ------------------------------- | ----- | ----- | ----- | ---- | ---- | ---- | ---- | ---- | -------- | -------------------- |
| Freguesia                       |       |       |       |      |      |      |      |      | Votantes | Taxa de Participação |
| Alvarenga                       | 47,32 | 27,01 | 14,09 | 1,85 | 1,68 | 2,01 | 0,67 | 0,84 | 596      | 64,22                |
| Arouca e Burgo                  | 41,51 | 27,90 | 13,96 | 3,86 | 2,90 | 1,25 | 1,54 | 1,67 | 3 108    | 65,61                |
| Cabreiros e Albergaria da Serra | 31,63 | 40,82 | 13,27 | 1,02 | 1,02 | 2,04 | 0    | 1,02 | 98       | 41,88                |
| Canelas e Espiunca              | 48,01 | 19,27 | 18,96 | 2,45 | 2,29 | 1,53 | 0,31 | 0,46 | 654      | 65,79                |
| Chave                           | 39,13 | 23,40 | 22,58 | 3,55 | 2,60 | 1,30 | 1,42 | 1,06 | 846      | 72,93                |
| Covelo de Paivó e Janarde       | 50,93 | 23,15 | 10,19 | 1,85 | 1,85 | 1,85 | 3,70 | 2,78 | 108      | 63,16                |
| Escariz                         | 42,64 | 22,34 | 19,32 | 4,15 | 2,57 | 0,98 | 1,28 | 1,58 | 1 325    | 69,30                |
| Fermedo                         | 45,36 | 26,16 | 15,85 | 2,84 | 1,55 | 2,32 | 0,77 | 1,03 | 776      | 69,10                |
| Mansores                        | 51,67 | 17,08 | 16,53 | 4,44 | 0,42 | 2,50 | 1,11 | 0,69 | 720      | 73,62                |
| Moldes                          | 43,72 | 28,83 | 10,34 | 3,31 | 3,03 | 2,21 | 0,97 | 0,69 | 725      | 65,49                |
| Rossas                          | 45,83 | 20,80 | 18,13 | 2,47 | 1,85 | 2,06 | 0,72 | 1,13 | 971      | 71,61                |
| Santa Eulália                   | 41,13 | 27,32 | 16,20 | 3,17 | 2,46 | 1,48 | 1,83 | 1,13 | 1 420    | 70,65                |
| São Miguel do Mato              | 52,32 | 23,45 | 13,92 | 2,06 | 0,77 | 1,80 | 0,52 | 1,29 | 388      | 63,71                |
| Tropeço                         | 41,68 | 20,70 | 23,08 | 2,94 | 2,24 | 2,24 | 1,96 | 0,84 | 715      | 69,48                |
| Urrô                            | 52,31 | 20,51 | 13,04 | 2,38 | 3,50 | 2,23 | 1,91 | 1,11 | 629      | 71,89                |
| Várzea                          | 43,39 | 24,71 | 18,10 | 2,87 | 2,01 | 0,86 | 2,30 | 0,57 | 348      | 77,85                |
| Arouca                          | 44,08 | 24,52 | 16,38 | 3,25 | 2,32 | 1,65 | 1,32 | 1,18 | 13 427   | 68,26                |

### Aveiro
| Partido                 | Partido                                  | Votos  | %               | +/-   |
| ----------------------- | ---------------------------------------- | ------ | --------------- | ----- |
|                         | Aliança Democrática (PPD/PSD-CDS-PP-PPM) | 16 506 | 34,94 / 100,00  | 1,10  |
|                         | Partido Socialista                       | 11 901 | 25,19 / 100,00  | 11,07 |
|                         | CHEGA                                    | 7 711  | 16,32 / 100,00  | 9,80  |
|                         | Iniciativa Liberal                       | 3 041  | 6,44 / 100,00   | 0,11  |
|                         | Bloco de Esquerda                        | 2 442  | 5,17 / 100,00   | 0,86  |
|                         | LIVRE                                    | 1 747  | 3,70 / 100,00   | 2,29  |
|                         | Pessoas–Animais–Natureza                 | 930    | 1,97 / 100,00   | 0,19  |
|                         | Coligação Democrática Unitária (PCP-PEV) | 696    | 1,47 / 100,00   | 0,61  |
|                         | Alternativa Democrática Nacional         | 524    | 1,11 / 100,00   | 0,92  |
|                         | Outros (com menos de 1,00%)              | 430    | 0,91 / 100,00   |       |
| Votos Inválidos         | Votos Inválidos                          | 1 309  | 2,77 / 100,00   | 0,56  |
| Total                   | Total                                    | 47 237 | 100,00 / 100,00 |       |
| Eleitorado/Participação | Eleitorado/Participação                  | 70 221 | 67,27 / 100,00  | 9,19  |

| Freguesia                                 | %     | %     | %     | %    | %    | %    | %    | %    | %    | Votantes | Taxa de Participação |
| Freguesia                                 | AD    | PS    | CH    | IL   | BE   | L    | PAN  | CDU  | ADN  | Votantes | Taxa de Participação |
| ----------------------------------------- | ----- | ----- | ----- | ---- | ---- | ---- | ---- | ---- | ---- | -------- | -------------------- |
| Freguesia                                 |       |       |       |      |      |      |      |      |      | Votantes | Taxa de Participação |
| Aradas                                    | 38,59 | 22,44 | 15,74 | 7,43 | 5,06 | 3,36 | 1,61 | 1,11 | 1,09 | 5 598    | 66,52                |
| Cacia                                     | 27,08 | 28,89 | 20,22 | 5,60 | 6,23 | 2,75 | 2,27 | 1,33 | 1,11 | 4 140    | 66,71                |
| Eixo e Eirol                              | 30,84 | 25,35 | 22,77 | 4,97 | 4,88 | 2,81 | 1,81 | 1,35 | 1,09 | 3 483    | 64,70                |
| Esgueira                                  | 28,99 | 28,64 | 17,69 | 6,38 | 5,98 | 3,48 | 1,96 | 1,84 | 0,90 | 7 790    | 66,43                |
| Glória e Vera Cruz                        | 36,85 | 26,55 | 9,43  | 8,04 | 5,53 | 5,58 | 2,31 | 2,00 | 0,83 | 12 308   | 69,39                |
| Oliveirinha                               | 40,10 | 19,55 | 22,07 | 4,82 | 3,52 | 2,67 | 0,67 | 0,96 | 1,56 | 2 696    | 64,19                |
| Requeixo, Nossa Senhora de Fátima e Nariz | 43,54 | 16,17 | 23,80 | 3,41 | 3,49 | 1,72 | 1,53 | 0,65 | 2,11 | 2 609    | 65,05                |
| Santa Joana                               | 35,26 | 25,17 | 17,72 | 5,84 | 4,58 | 2,85 | 2,13 | 1,18 | 1,22 | 4 847    | 67,77                |
| São Bernardo                              | 39,78 | 21,48 | 15,25 | 6,87 | 4,90 | 3,84 | 2,18 | 1,12 | 1,33 | 3 306    | 72,40                |
| São Jacinto                               | 25,43 | 40,87 | 17,83 | 1,09 | 3,04 | 1,52 | 1,09 | 3,04 | 1,52 | 460      | 55,83                |
| Aveiro                                    | 34,94 | 25,19 | 16,32 | 6,44 | 5,17 | 3,70 | 1,97 | 1,47 | 1,11 | 47 237   | 67,27                |

### Castelo de Paiva
| Partido                 | Partido                                  | Votos  | %               | +/-   |
| ----------------------- | ---------------------------------------- | ------ | --------------- | ----- |
|                         | Aliança Democrática (PPD/PSD-CDS-PP-PPM) | 3 478  | 36,63 / 100,00  | 1,26  |
|                         | Partido Socialista                       | 3 274  | 34,48 / 100,00  | 11,77 |
|                         | CHEGA                                    | 1 337  | 14,08 / 100,00  | 10,70 |
|                         | Iniciativa Liberal                       | 263    | 2,77 / 100,00   | 0,18  |
|                         | Bloco de Esquerda                        | 252    | 2,65 / 100,00   | 0,02  |
|                         | Reagir Incluir Reciclar                  | 133    | 1,40 / 100,00   | 0,57  |
|                         | LIVRE                                    | 124    | 1,31 / 100,00   | 0,86  |
|                         | Pessoas–Animais–Natureza                 | 112    | 1,18 / 100,00   | 0,38  |
|                         | Alternativa Democrática Nacional         | 108    | 1,14 / 100,00   | 0,97  |
|                         | Outros (com menos de 1,00%)              | 143    | 1,49 / 100,00   |       |
| Votos Inválidos         | Votos Inválidos                          | 272    | 2,86 / 100,00   | 0,89  |
| Total                   | Total                                    | 9 496  | 100,00 / 100,00 |       |
| Eleitorado/Participação | Eleitorado/Participação                  | 14 016 | 67,75 / 100,00  | 10,15 |

| Freguesia                 | %     | %     | %     | %    | %    | %    | %    | %    | %    | Votantes | Taxa de Participação |
| Freguesia                 | AD    | PS    | CH    | IL   | BE   | RIR  | L    | PAN  | ADN  | Votantes | Taxa de Participação |
| ------------------------- | ----- | ----- | ----- | ---- | ---- | ---- | ---- | ---- | ---- | -------- | -------------------- |
| Freguesia                 |       |       |       |      |      |      |      |      |      | Votantes | Taxa de Participação |
| Fornos                    | 36,61 | 40,65 | 9,02  | 2,83 | 2,15 | 1,75 | 0,54 | 1,08 | 0,67 | 743      | 67,85                |
| Raiva, Pedorido e Paraíso | 26,80 | 38,46 | 16,69 | 2,93 | 3,73 | 1,55 | 1,63 | 1,39 | 1,59 | 2 522    | 65,25                |
| Real                      | 35,75 | 35,60 | 15,77 | 1,88 | 2,75 | 0,87 | 1,59 | 0,87 | 0,87 | 691      | 64,88                |
| Santa Maria de Sardoura   | 39,29 | 35,79 | 11,88 | 2,62 | 1,46 | 1,46 | 0,87 | 1,46 | 1,09 | 1 372    | 67,52                |
| São Martinho de Sardoura  | 45,15 | 27,39 | 13,28 | 2,57 | 1,99 | 2,32 | 1,16 | 1,24 | 1,66 | 1 205    | 74,52                |
| Sobrado e Bairros         | 40,50 | 31,56 | 14,07 | 2,97 | 2,67 | 0,91 | 1,42 | 0,94 | 0,74 | 2 063    | 68,24                |
| Castelo de Paiva          | 36,63 | 34,48 | 14,08 | 2,77 | 2,65 | 1,40 | 1,31 | 1,18 | 1,14 | 9 496    | 67,75                |

### Espinho
| Partido                 | Partido                                  | Votos  | %               | +/-   |
| ----------------------- | ---------------------------------------- | ------ | --------------- | ----- |
|                         | Aliança Democrática (PPD/PSD-CDS-PP-PPM) | 6 756  | 33,19 / 100,00  | 1,20  |
|                         | Partido Socialista                       | 6 709  | 32,96 / 100,00  | 10,68 |
|                         | CHEGA                                    | 2 593  | 12,74 / 100,00  | 8,72  |
|                         | Iniciativa Liberal                       | 1 028  | 5,05 / 100,00   | 0,71  |
|                         | Bloco de Esquerda                        | 792    | 3,89 / 100,00   | 0,62  |
|                         | Coligação Democrática Unitária (PCP-PEV) | 567    | 2,79 / 100,00   | 0,75  |
|                         | LIVRE                                    | 486    | 2,39 / 100,00   | 1,53  |
|                         | Pessoas–Animais–Natureza                 | 396    | 1,95 / 100,00   | 0,58  |
|                         | Alternativa Democrática Nacional         | 268    | 1,32 / 100,00   | 1,14  |
|                         | Outros (com menos de 1,00%)              | 272    | 1,34 / 100,00   |       |
| Votos Inválidos         | Votos Inválidos                          | 489    | 2,41 / 100,00   | 0,56  |
| Total                   | Total                                    | 20 356 | 100,00 / 100,00 |       |
| Eleitorado/Participação | Eleitorado/Participação                  | 29 326 | 69,41 / 100,00  | 8,03  |

| Freguesia     | %     | %     | %     | %    | %    | %    | %    | %    | %    | Votantes | Taxa de Participação |
| Freguesia     | AD    | PS    | CH    | IL   | BE   | CDU  | L    | PAN  | ADN  | Votantes | Taxa de Participação |
| ------------- | ----- | ----- | ----- | ---- | ---- | ---- | ---- | ---- | ---- | -------- | -------------------- |
| Freguesia     |       |       |       |      |      |      |      |      |      | Votantes | Taxa de Participação |
| Anta e Guetim | 31,74 | 32,99 | 14,07 | 4,80 | 4,22 | 2,60 | 2,02 | 2,10 | 1,55 | 7 414    | 69,35                |
| Espinho       | 41,37 | 26,46 | 9,91  | 5,84 | 4,13 | 2,50 | 3,15 | 1,83 | 1,27 | 7 146    | 72,03                |
| Paramos       | 27,62 | 38,39 | 13,84 | 4,98 | 3,92 | 2,97 | 1,54 | 2,07 | 1,11 | 1 886    | 62,49                |
| Silvalde      | 23,68 | 42,15 | 14,86 | 4,12 | 2,81 | 3,55 | 2,10 | 1,79 | 1,05 | 3 910    | 68,63                |
| Espinho       | 33,19 | 32,96 | 12,74 | 5,05 | 3,89 | 2,79 | 2,39 | 1,95 | 1,32 | 20 356   | 69,41                |

### Estarreja
| Partido                 | Partido                                  | Votos  | %               | +/-   |
| ----------------------- | ---------------------------------------- | ------ | --------------- | ----- |
|                         | Aliança Democrática (PPD/PSD-CDS-PP-PPM) | 4 781  | 32,80 / 100,00  | 3,82  |
|                         | Partido Socialista                       | 4 040  | 27,71 / 100,00  | 13,16 |
|                         | CHEGA                                    | 2 869  | 19,68 / 100,00  | 13,16 |
|                         | Iniciativa Liberal                       | 710    | 4,87 / 100,00   | 1,40  |
|                         | Bloco de Esquerda                        | 553    | 3,79 / 100,00   | 0,09  |
|                         | Coligação Democrática Unitária (PCP-PEV) | 337    | 2,31 / 100,00   | 0,36  |
|                         | LIVRE                                    | 254    | 1,74 / 100,00   | 0,97  |
|                         | Alternativa Democrática Nacional         | 217    | 1,49 / 100,00   | 1,34  |
|                         | Pessoas–Animais–Natureza                 | 213    | 1,46 / 100,00   | 0,38  |
|                         | Outros (com menos de 1,00%)              | 168    | 1,14 / 100,00   |       |
| Votos Inválidos         | Votos Inválidos                          | 436    | 2,99 / 100,00   | 0,41  |
| Total                   | Total                                    | 14 578 | 100,00 / 100,00 |       |
| Eleitorado/Participação | Eleitorado/Participação                  | 24 018 | 60,70 / 100,00  | 9,39  |

| Freguesia         | %     | %     | %     | %    | %    | %    | %    | %    | %    | Votantes | Taxa de Participação |
| Freguesia         | AD    | PS    | CH    | IL   | BE   | CDU  | L    | ADN  | PAN  | Votantes | Taxa de Participação |
| ----------------- | ----- | ----- | ----- | ---- | ---- | ---- | ---- | ---- | ---- | -------- | -------------------- |
| Freguesia         |       |       |       |      |      |      |      |      |      | Votantes | Taxa de Participação |
| Avanca            | 30,45 | 30,16 | 20,51 | 4,21 | 4,19 | 1,75 | 1,81 | 1,16 | 1,87 | 3 369    | 63,26                |
| Beduído e Veiros  | 32,02 | 28,32 | 18,81 | 5,79 | 3,56 | 2,53 | 1,71 | 1,71 | 1,39 | 5 540    | 60,80                |
| Canelas e Fermelã | 35,07 | 25,93 | 18,10 | 3,80 | 3,80 | 2,97 | 2,85 | 1,31 | 1,36 | 1 685    | 67,05                |
| Pardilhó          | 31,25 | 26,04 | 23,72 | 4,31 | 3,84 | 3,10 | 1,10 | 1,58 | 1,37 | 1 901    | 50,60                |
| Salreu            | 38,21 | 25,11 | 18,24 | 4,85 | 3,74 | 1,39 | 1,39 | 1,49 | 1,15 | 2 083    | 62,93                |
| Estarreja         | 32,80 | 27,71 | 19,68 | 4,87 | 3,79 | 2,31 | 1,74 | 1,49 | 1,46 | 14 578   | 60,70                |

### Ílhavo
| Partido                 | Partido                                  | Votos  | %               | +/-   |
| ----------------------- | ---------------------------------------- | ------ | --------------- | ----- |
|                         | Aliança Democrática (PPD/PSD-CDS-PP-PPM) | 7 321  | 33,01 / 100,00  | 1,70  |
|                         | Partido Socialista                       | 5 142  | 23,19 / 100,00  | 13,60 |
|                         | CHEGA                                    | 4 625  | 20,86 / 100,00  | 12,79 |
|                         | Iniciativa Liberal                       | 1 339  | 6,04 / 100,00   | 0,12  |
|                         | Bloco de Esquerda                        | 1 100  | 4,96 / 100,00   | 0,54  |
|                         | LIVRE                                    | 694    | 3,13 / 100,00   | 1,91  |
|                         | Pessoas–Animais–Natureza                 | 484    | 2,18 / 100,00   | 0,32  |
|                         | Alternativa Democrática Nacional         | 300    | 1,35 / 100,00   | 1,07  |
|                         | Coligação Democrática Unitária (PCP-PEV) | 247    | 1,11 / 100,00   | 0,60  |
|                         | Outros (com menos de 1,00%)              | 244    | 1,10 / 100,00   |       |
| Votos Inválidos         | Votos Inválidos                          | 679    | 3,06 / 100,00   | 0,59  |
| Total                   | Total                                    | 22 175 | 100,00 / 100,00 |       |
| Eleitorado/Participação | Eleitorado/Participação                  | 36 248 | 61,18 / 100,00  | 10,90 |

| Freguesia             | %     | %     | %     | %    | %    | %    | %    | %    | %    | Votantes | Taxa de Participação |
| Freguesia             | AD    | PS    | CH    | IL   | BE   | L    | PAN  | ADN  | CDU  | Votantes | Taxa de Participação |
| --------------------- | ----- | ----- | ----- | ---- | ---- | ---- | ---- | ---- | ---- | -------- | -------------------- |
| Freguesia             |       |       |       |      |      |      |      |      |      | Votantes | Taxa de Participação |
| Gafanha da Encarnação | 34,46 | 18,96 | 25,05 | 5,25 | 4,74 | 1,90 | 2,00 | 1,73 | 1,05 | 2 954    | 57,15                |
| Gafanha da Nazaré     | 32,71 | 21,67 | 22,04 | 6,36 | 4,78 | 3,01 | 2,33 | 1,52 | 1,18 | 8 643    | 61,71                |
| Gafanha do Carmo      | 33,26 | 21,06 | 26,38 | 3,96 | 3,86 | 2,61 | 1,46 | 1,67 | 0,63 | 959      | 54,86                |
| Ílhavo (São Salvador) | 32,82 | 26,06 | 17,95 | 6,20 | 5,30 | 3,67 | 2,18 | 1,06 | 1,12 | 9 619    | 62,77                |
| Ílhavo                | 33,01 | 23,19 | 20,86 | 6,04 | 4,96 | 3,13 | 2,18 | 1,35 | 1,11 | 22 175   | 61,18                |

### Mealhada
| Partido                 | Partido                                  | Votos  | %               | +/-   |
| ----------------------- | ---------------------------------------- | ------ | --------------- | ----- |
|                         | Partido Socialista                       | 3 826  | 34,08 / 100,00  | 14,23 |
|                         | Aliança Democrática (PPD/PSD-CDS-PP-PPM) | 2 979  | 26,53 / 100,00  | 0,40  |
|                         | CHEGA                                    | 1 854  | 16,51 / 100,00  | 10,30 |
|                         | Bloco de Esquerda                        | 653    | 5,82 / 100,00   | 0,41  |
|                         | Iniciativa Liberal                       | 534    | 4,76 / 100,00   | 1,16  |
|                         | LIVRE                                    | 284    | 2,53 / 100,00   | 1,87  |
|                         | Coligação Democrática Unitária (PCP-PEV) | 262    | 2,33 / 100,00   | 0,96  |
|                         | Pessoas–Animais–Natureza                 | 175    | 1,56 / 100,00   | 0,24  |
|                         | Alternativa Democrática Nacional         | 122    | 1,09 / 100,00   | 0,90  |
|                         | Outros (com menos de 1,00%)              | 138    | 1,22 / 100,00   |       |
| Votos Inválidos         | Votos Inválidos                          | 400    | 3,56 / 100,00   | 0,86  |
| Total                   | Total                                    | 11 227 | 100,00 / 100,00 |       |
| Eleitorado/Participação | Eleitorado/Participação                  | 17 706 | 63,41 / 100,00  | 8,24  |

| Freguesia                           | %     | %     | %     | %    | %    | %    | %    | %    | %    | Votantes | Taxa de Participação |
| Freguesia                           | PS    | AD    | CH    | BE   | IL   | L    | CDU  | PAN  | ADN  | Votantes | Taxa de Participação |
| ----------------------------------- | ----- | ----- | ----- | ---- | ---- | ---- | ---- | ---- | ---- | -------- | -------------------- |
| Freguesia                           |       |       |       |      |      |      |      |      |      | Votantes | Taxa de Participação |
| Barcouço                            | 35,06 | 25,54 | 17,49 | 5,71 | 4,33 | 2,94 | 2,25 | 1,21 | 0,87 | 1 155    | 61,60                |
| Casal Comba                         | 32,97 | 25,83 | 17,38 | 5,64 | 6,04 | 2,30 | 2,30 | 1,67 | 1,21 | 1 738    | 59,87                |
| Luso                                | 37,32 | 23,30 | 15,65 | 6,59 | 3,97 | 1,70 | 2,69 | 2,05 | 0,92 | 1 412    | 64,77                |
| Mealhada, Ventosa do Bairro e Antes | 30,69 | 31,35 | 15,95 | 5,17 | 5,20 | 2,82 | 1,86 | 1,53 | 1,26 | 3 656    | 64,31                |
| Pampilhosa                          | 35,11 | 22,33 | 17,00 | 6,97 | 4,53 | 3,02 | 3,33 | 1,73 | 0,89 | 2 253    | 64,74                |
| Vacariça                            | 40,28 | 25,37 | 16,09 | 4,94 | 3,06 | 1,48 | 1,48 | 0,79 | 1,18 | 1 013    | 63,99                |
| Mealhada                            | 34,08 | 26,53 | 16,51 | 5,82 | 4,76 | 2,53 | 2,33 | 1,56 | 1,09 | 11 227   | 63,41                |

### Murtosa
| Partido                 | Partido                                  | Votos | %               | +/-   |
| ----------------------- | ---------------------------------------- | ----- | --------------- | ----- |
|                         | Aliança Democrática (PPD/PSD-CDS-PP-PPM) | 2 148 | 41,39 / 100,00  | 7,11  |
|                         | CHEGA                                    | 1 129 | 21,75 / 100,00  | 15,30 |
|                         | Partido Socialista                       | 1 002 | 19,31 / 100,00  | 12,44 |
|                         | Iniciativa Liberal                       | 222   | 4,28 / 100,00   | 1,08  |
|                         | Bloco de Esquerda                        | 177   | 3,41 / 100,00   | 0,03  |
|                         | LIVRE                                    | 84    | 1,62 / 100,00   | 1,15  |
|                         | Alternativa Democrática Nacional         | 76    | 1,46 / 100,00   | 1,23  |
|                         | Pessoas–Animais–Natureza                 | 75    | 1,45 / 100,00   | 0,44  |
|                         | Coligação Democrática Unitária (PCP-PEV) | 54    | 1,04 / 100,00   | 0,34  |
|                         | Outros (com menos de 1,00%)              | 75    | 1,45 / 100,00   |       |
| Votos Inválidos         | Votos Inválidos                          | 148   | 2,85 / 100,00   | 0,65  |
| Total                   | Total                                    | 5 190 | 100,00 / 100,00 |       |
| Eleitorado/Participação | Eleitorado/Participação                  | 9 918 | 52,33 / 100,00  | 9,19  |

| Freguesia | %     | %     | %     | %    | %    | %    | %    | %    | %    | Votantes | Taxa de Participação |
| Freguesia | AD    | CH    | PS    | IL   | BE   | L    | ADN  | PAN  | CDU  | Votantes | Taxa de Participação |
| --------- | ----- | ----- | ----- | ---- | ---- | ---- | ---- | ---- | ---- | -------- | -------------------- |
| Freguesia |       |       |       |      |      |      |      |      |      | Votantes | Taxa de Participação |
| Bunheiro  | 43,25 | 21,08 | 18,82 | 3,36 | 2,77 | 1,68 | 1,97 | 1,46 | 1,17 | 1 371    | 56,70                |
| Monte     | 40,27 | 19,47 | 22,13 | 3,87 | 4,27 | 2,40 | 0,93 | 0,93 | 1,07 | 750      | 48,96                |
| Murtosa   | 44,70 | 20,46 | 17,09 | 4,44 | 3,38 | 1,46 | 1,79 | 1,32 | 1,19 | 1 510    | 47,56                |
| Torreira  | 37,08 | 24,70 | 20,53 | 5,13 | 3,59 | 1,35 | 0,96 | 1,80 | 0,77 | 1 559    | 55,82                |
| Murtosa   | 41,39 | 21,75 | 19,31 | 4,28 | 3,41 | 1,62 | 1,46 | 1,45 | 1,04 | 5 190    | 52,33                |

### Oliveira de Azeméis
| Partido                 | Partido                                  | Votos  | %               | +/-   |
| ----------------------- | ---------------------------------------- | ------ | --------------- | ----- |
|                         | Aliança Democrática (PPD/PSD-CDS-PP-PPM) | 13 486 | 33,17 / 100,00  | 2,44  |
|                         | Partido Socialista                       | 12 712 | 31,26 / 100,00  | 13,62 |
|                         | CHEGA                                    | 6 758  | 16,62 / 100,00  | 12,15 |
|                         | Iniciativa Liberal                       | 1 966  | 4,84 / 100,00   | 1,05  |
|                         | Bloco de Esquerda                        | 1 594  | 3,92 / 100,00   | 0,46  |
|                         | LIVRE                                    | 809    | 1,99 / 100,00   | 1,40  |
|                         | Pessoas–Animais–Natureza                 | 733    | 1,80 / 100,00   | 0,70  |
|                         | Alternativa Democrática Nacional         | 568    | 1,40 / 100,00   | 1,24  |
|                         | Outros (com menos de 1,00%)              | 929    | 2,28 / 100,00   |       |
| Votos Inválidos         | Votos Inválidos                          | 1 104  | 2,72 / 100,00   | 0,49  |
| Total                   | Total                                    | 40 659 | 100,00 / 100,00 |       |
| Eleitorado/Participação | Eleitorado/Participação                  | 60 480 | 67,23 / 100,00  | 8,96  |

| Freguesia                               | %     | %     | %     | %    | %    | %    | %    | %    | Votantes | Taxa de Participação |
| Freguesia                               | AD    | PS    | CH    | IL   | BE   | L    | PAN  | ADN  | Votantes | Taxa de Participação |
| --------------------------------------- | ----- | ----- | ----- | ---- | ---- | ---- | ---- | ---- | -------- | -------------------- |
| Freguesia                               |       |       |       |      |      |      |      |      | Votantes | Taxa de Participação |
| Carregosa                               | 38,17 | 26,50 | 17,73 | 4,93 | 3,21 | 2,17 | 1,00 | 1,27 | 2 211    | 71,93                |
| Cesar                                   | 33,23 | 27,81 | 18,66 | 5,32 | 3,53 | 2,09 | 1,99 | 1,94 | 2 010    | 71,56                |
| Fajões                                  | 36,41 | 26,51 | 18,80 | 3,66 | 3,49 | 1,80 | 2,08 | 2,14 | 1 777    | 65,84                |
| Loureiro                                | 40,84 | 21,89 | 20,57 | 3,88 | 3,00 | 2,07 | 1,72 | 1,41 | 2 270    | 68,77                |
| Macieira de Sarnes                      | 26,77 | 41,16 | 12,96 | 5,22 | 2,86 | 1,60 | 2,10 | 1,35 | 1 188    | 71,70                |
| Nogueira do Cravo e Pindelo             | 30,10 | 33,34 | 17,64 | 4,81 | 3,95 | 1,45 | 2,07 | 1,11 | 3 242    | 69,23                |
| Oliveira de Azeméis                     | 33,74 | 29,84 | 15,97 | 5,71 | 4,51 | 2,17 | 1,86 | 1,37 | 12 229   | 65,79                |
| Ossela                                  | 35,41 | 28,69 | 18,36 | 3,69 | 3,44 | 1,64 | 1,39 | 1,39 | 1 220    | 68,46                |
| Pinheiro da Bemposta, Travanca e Palmaz | 35,85 | 28,22 | 19,52 | 3,14 | 3,56 | 1,83 | 1,73 | 1,51 | 3 986    | 63,04                |
| São Martinho da Gândara                 | 34,87 | 31,97 | 15,60 | 4,69 | 2,64 | 1,79 | 1,88 | 1,45 | 1 173    | 67,45                |
| São Roque                               | 32,79 | 34,88 | 14,98 | 5,04 | 3,64 | 1,44 | 1,77 | 1,34 | 3 272    | 72,12                |
| Vila de Cucujães                        | 26,92 | 39,55 | 13,75 | 4,79 | 4,52 | 2,43 | 1,81 | 1,20 | 6 081    | 65,48                |
| Oliveira de Azeméis                     | 33,17 | 31,26 | 16,62 | 4,84 | 3,92 | 1,99 | 1,80 | 1,40 | 40 659   | 67,23                |

### Oliveira do Bairro
| Partido                 | Partido                                  | Votos  | %               | +/-   |
| ----------------------- | ---------------------------------------- | ------ | --------------- | ----- |
|                         | Aliança Democrática (PPD/PSD-CDS-PP-PPM) | 6 088  | 45,38 / 100,00  | 6,34  |
|                         | CHEGA                                    | 3 010  | 22,44 / 100,00  | 13,17 |
|                         | Partido Socialista                       | 2 018  | 15,04 / 100,00  | 9,98  |
|                         | Iniciativa Liberal                       | 719    | 5,36 / 100,00   | 0,51  |
|                         | Bloco de Esquerda                        | 362    | 2,70 / 100,00   | 0,33  |
|                         | Alternativa Democrática Nacional         | 253    | 1,89 / 100,00   | 1,76  |
|                         | LIVRE                                    | 167    | 1,24 / 100,00   | 0,86  |
|                         | Pessoas–Animais–Natureza                 | 156    | 1,16 / 100,00   | 0,38  |
|                         | Outros (com menos de 1,00%)              | 274    | 2,04 / 100,00   |       |
| Votos Inválidos         | Votos Inválidos                          | 369    | 2,75 / 100,00   | 0,29  |
| Total                   | Total                                    | 13 416 | 100,00 / 100,00 |       |
| Eleitorado/Participação | Eleitorado/Participação                  | 20 898 | 64,20 / 100,00  | 10,45 |

| Freguesia                     | %     | %     | %     | %    | %    | %    | %    | %    | Votantes | Taxa de Participação |
| Freguesia                     | AD    | CH    | PS    | IL   | BE   | ADN  | L    | PAN  | Votantes | Taxa de Participação |
| ----------------------------- | ----- | ----- | ----- | ---- | ---- | ---- | ---- | ---- | -------- | -------------------- |
| Freguesia                     |       |       |       |      |      |      |      |      | Votantes | Taxa de Participação |
| Bustos, Troviscal e Mamarrosa | 50,81 | 21,13 | 12,76 | 4,00 | 2,29 | 2,08 | 1,20 | 1,17 | 3 753    | 63,52                |
| Oiã                           | 43,74 | 22,77 | 16,12 | 6,29 | 2,28 | 1,73 | 1,00 | 1,20 | 4 515    | 65,63                |
| Oliveira do Bairro            | 39,79 | 23,24 | 17,25 | 5,96 | 3,89 | 1,68 | 1,68 | 1,37 | 3 576    | 62,75                |
| Palhaça                       | 49,81 | 22,77 | 12,34 | 4,58 | 2,16 | 2,35 | 1,08 | 0,57 | 1 572    | 65,17                |
| Oliveira do Bairro            | 45,38 | 22,44 | 15,04 | 5,36 | 2,70 | 1,89 | 1,24 | 1,16 | 13 416   | 64,20                |

### Ovar
| Partido                 | Partido                                  | Votos  | %               | +/-   |
| ----------------------- | ---------------------------------------- | ------ | --------------- | ----- |
|                         | Partido Socialista                       | 10 697 | 31,93 / 100,00  | 10,79 |
|                         | Aliança Democrática (PPD/PSD-CDS-PP-PPM) | 10 013 | 29,89 / 100,00  | 4,37  |
|                         | CHEGA                                    | 5 006  | 14,94 / 100,00  | 10,71 |
|                         | Bloco de Esquerda                        | 1 955  | 5,84 / 100,00   | 0,08  |
|                         | Iniciativa Liberal                       | 1 832  | 5,47 / 100,00   | 1,24  |
|                         | LIVRE                                    | 874    | 2,61 / 100,00   | 1,75  |
|                         | Pessoas–Animais–Natureza                 | 703    | 2,10 / 100,00   | 0,62  |
|                         | Coligação Democrática Unitária (PCP-PEV) | 668    | 1,99 / 100,00   | 0,69  |
|                         | Alternativa Democrática Nacional         | 339    | 1,01 / 100,00   | 0,82  |
|                         | Outros (com menos de 1,00%)              | 458    | 1,37 / 100,00   |       |
| Votos Inválidos         | Votos Inválidos                          | 955    | 2,85 / 100,00   | 0,51  |
| Total                   | Total                                    | 33 500 | 100,00 / 100,00 |       |
| Eleitorado/Participação | Eleitorado/Participação                  | 50 902 | 65,81 / 100,00  | 8,57  |

| Freguesia | %     | %     | %     | %    | %    | %    | %    | %    | %    | Votantes | Taxa de Participação |
| Freguesia | PS    | AD    | CH    | BE   | IL   | L    | PAN  | CDU  | ADN  | Votantes | Taxa de Participação |
| --------- | ----- | ----- | ----- | ---- | ---- | ---- | ---- | ---- | ---- | -------- | -------------------- |
| Freguesia |       |       |       |      |      |      |      |      |      | Votantes | Taxa de Participação |
| Cortegaça | 33,46 | 31,07 | 12,38 | 5,52 | 5,77 | 2,26 | 2,30 | 1,55 | 1,30 | 2 391    | 70,26                |
| Esmoriz   | 29,13 | 33,79 | 14,19 | 5,43 | 6,37 | 2,71 | 2,21 | 1,19 | 0,91 | 7 676    | 69,57                |
| Maceda    | 35,79 | 28,08 | 17,30 | 3,59 | 4,65 | 1,87 | 1,34 | 1,92 | 1,25 | 2 087    | 65,36                |
| Ovar      | 32,15 | 28,45 | 14,79 | 6,47 | 5,41 | 2,83 | 2,15 | 2,51 | 0,96 | 17 591   | 64,94                |
| Válega    | 33,53 | 28,92 | 17,55 | 5,11 | 4,18 | 2,02 | 1,92 | 1,57 | 1,17 | 3 755    | 60,74                |
| Ovar      | 31,93 | 29,89 | 14,94 | 5,84 | 5,47 | 2,61 | 2,10 | 1,99 | 1,01 | 33 500   | 65,81                |

### Santa Maria da Feira
| Partido                 | Partido                                  | Votos   | %               | +/-   |
| ----------------------- | ---------------------------------------- | ------- | --------------- | ----- |
|                         | Aliança Democrática (PPD/PSD-CDS-PP-PPM) | 28 382  | 32,65 / 100,00  | 3,37  |
|                         | Partido Socialista                       | 26 645  | 30,65 / 100,00  | 12,15 |
|                         | CHEGA                                    | 14 310  | 16,46 / 100,00  | 11,93 |
|                         | Iniciativa Liberal                       | 4 763   | 5,48 / 100,00   | 0,78  |
|                         | Bloco de Esquerda                        | 3 722   | 4,28 / 100,00   | 0,51  |
|                         | LIVRE                                    | 1 845   | 2,12 / 100,00   | 1,42  |
|                         | Pessoas–Animais–Natureza                 | 1 694   | 1,95 / 100,00   | 0,66  |
|                         | Coligação Democrática Unitária (PCP-PEV) | 1 113   | 1,28 / 100,00   | 0,19  |
|                         | Alternativa Democrática Nacional         | 1 050   | 1,21 / 100,00   | 1,02  |
|                         | Outros (com menos de 1,00%)              | 1 263   | 1,45 / 100,00   |       |
| Votos Inválidos         | Votos Inválidos                          | 2 145   | 2,47 / 100,00   | 0,35  |
| Total                   | Total                                    | 86 932  | 100,00 / 100,00 |       |
| Eleitorado/Participação | Eleitorado/Participação                  | 126 650 | 68,64 / 100,00  | 9,34  |

| Freguesia                       | %     | %     | %     | %    | %    | %    | %    | %    | %    | Votantes | Taxa de Participação |
| Freguesia                       | AD    | PS    | CH    | IL   | BE   | L    | PAN  | CDU  | ADN  | Votantes | Taxa de Participação |
| ------------------------------- | ----- | ----- | ----- | ---- | ---- | ---- | ---- | ---- | ---- | -------- | -------------------- |
| Freguesia                       |       |       |       |      |      |      |      |      |      | Votantes | Taxa de Participação |
| Argoncilhe                      | 34,82 | 27,79 | 16,25 | 6,37 | 3,98 | 2,20 | 1,86 | 1,36 | 1,34 | 5 224    | 69,65                |
| Arrifana                        | 29,88 | 37,28 | 14,45 | 4,57 | 3,86 | 2,13 | 2,03 | 1,13 | 1,13 | 3 702    | 65,52                |
| Caldas de São Jorge e Pigeiros  | 28,89 | 34,82 | 17,02 | 4,22 | 4,43 | 1,71 | 2,05 | 1,80 | 0,75 | 2 392    | 68,07                |
| Canedo, Vale e Vila Maior       | 36,77 | 25,07 | 19,63 | 4,91 | 3,80 | 2,15 | 1,57 | 0,89 | 1,24 | 5 401    | 62,32                |
| Escapães                        | 31,01 | 32,59 | 15,06 | 6,60 | 5,95 | 1,30 | 2,05 | 0,93 | 0,88 | 2 151    | 69,43                |
| Fiães                           | 30,39 | 33,78 | 15,25 | 4,41 | 4,90 | 1,73 | 2,06 | 2,22 | 1,26 | 4 512    | 65,83                |
| Fornos                          | 31,94 | 30,07 | 17,04 | 6,15 | 4,33 | 2,56 | 2,23 | 1,26 | 1,16 | 2 148    | 70,84                |
| Lobão, Gião, Louredo e Guisande | 34,16 | 28,28 | 20,17 | 4,65 | 3,67 | 1,60 | 1,70 | 0,87 | 1,06 | 6 124    | 64,77                |
| Lourosa                         | 30,79 | 32,87 | 18,79 | 4,31 | 3,49 | 1,81 | 1,68 | 1,03 | 1,45 | 5 248    | 67,89                |
| Milheirós de Poiares            | 28,33 | 36,25 | 16,42 | 5,65 | 3,77 | 1,84 | 1,66 | 0,83 | 1,05 | 2 284    | 70,28                |
| Mozelos                         | 29,42 | 30,92 | 17,85 | 5,91 | 5,11 | 2,37 | 2,51 | 1,30 | 1,13 | 4 773    | 72,10                |
| Nogueira da Regedoura           | 32,38 | 29,39 | 16,90 | 5,55 | 4,30 | 2,19 | 1,90 | 1,90 | 1,47 | 3 746    | 71,64                |
| Paços de Brandão                | 37,38 | 28,37 | 13,72 | 5,88 | 3,78 | 2,26 | 1,98 | 1,36 | 1,21 | 3 229    | 74,32                |
| Rio Meão                        | 34,01 | 31,42 | 16,25 | 4,24 | 4,55 | 1,42 | 1,99 | 1,20 | 1,23 | 3 164    | 70,74                |
| Romariz                         | 34,89 | 30,06 | 17,08 | 3,55 | 3,05 | 1,50 | 1,89 | 0,89 | 1,94 | 1 803    | 64,26                |
| Sanguedo                        | 33,13 | 28,56 | 16,50 | 6,29 | 4,05 | 1,58 | 2,14 | 0,98 | 2,00 | 2 146    | 67,80                |
| Santa Maria da Feira            | 36,85 | 27,16 | 12,85 | 7,80 | 4,46 | 3,15 | 1,98 | 1,03 | 0,90 | 12 393   | 70,38                |
| Santa Maria de Lamas            | 33,05 | 32,74 | 15,36 | 5,35 | 3,95 | 1,68 | 2,21 | 0,93 | 1,40 | 3 216    | 72,97                |
| São João de Ver                 | 29,67 | 31,87 | 18,03 | 4,77 | 4,83 | 2,35 | 1,97 | 1,26 | 1,38 | 6 690    | 69,08                |
| São Miguel do Souto e Mosteirô  | 28,46 | 35,21 | 16,31 | 5,00 | 4,24 | 1,87 | 2,14 | 0,96 | 1,16 | 4 058    | 66,66                |
| São Paio de Oleiros             | 27,33 | 33,54 | 16,85 | 4,27 | 5,38 | 1,86 | 1,54 | 4,07 | 1,03 | 2 528    | 72,79                |
| Santa Maria da Feira            | 32,65 | 30,65 | 16,46 | 5,48 | 4,28 | 2,12 | 1,95 | 1,28 | 1,21 | 86 932   | 68,64                |

### São João da Madeira
| Partido                 | Partido                                  | Votos  | %               | +/-  |
| ----------------------- | ---------------------------------------- | ------ | --------------- | ---- |
|                         | Partido Socialista                       | 4 989  | 37,39 / 100,00  | 7,91 |
|                         | Aliança Democrática (PPD/PSD-CDS-PP-PPM) | 3 911  | 29,31 / 100,00  | 2,59 |
|                         | CHEGA                                    | 1 726  | 12,94 / 100,00  | 9,06 |
|                         | Iniciativa Liberal                       | 737    | 5,52 / 100,00   | 0,26 |
|                         | Bloco de Esquerda                        | 596    | 4,47 / 100,00   | 0,72 |
|                         | LIVRE                                    | 356    | 2,67 / 100,00   | 1,74 |
|                         | Coligação Democrática Unitária (PCP-PEV) | 236    | 1,77 / 100,00   | 0,80 |
|                         | Pessoas–Animais–Natureza                 | 217    | 1,63 / 100,00   | 0,19 |
|                         | Outros (com menos de 1,00%)              | 249    | 1,87 / 100,00   |      |
| Votos Inválidos         | Votos Inválidos                          | 325    | 2,44 / 100,00   | 0,58 |
| Total                   | Total                                    | 13 342 | 100,00 / 100,00 |      |
| Eleitorado/Participação | Eleitorado/Participação                  | 19 533 | 68,30 / 100,00  | 9,95 |

| Freguesia           | %     | %     | %     | %    | %    | %    | %    | %    | Votantes | Taxa de Participação |
| Freguesia           | PS    | AD    | CH    | IL   | BE   | L    | CDU  | PAN  | Votantes | Taxa de Participação |
| ------------------- | ----- | ----- | ----- | ---- | ---- | ---- | ---- | ---- | -------- | -------------------- |
| Freguesia           |       |       |       |      |      |      |      |      | Votantes | Taxa de Participação |
| São João da Madeira | 37,39 | 29,31 | 12,94 | 5,52 | 4,47 | 2,67 | 1,77 | 1,63 | 13 342   | 68,30                |
| São João da Madeira | 37,39 | 29,31 | 12,94 | 5,52 | 4,47 | 2,67 | 1,77 | 1,63 | 13 342   | 68,30                |

### Sever do Vouga
| Partido                 | Partido                                  | Votos  | %               | +/-   |
| ----------------------- | ---------------------------------------- | ------ | --------------- | ----- |
|                         | Aliança Democrática (PPD/PSD-CDS-PP-PPM) | 3 382  | 46,97 / 100,00  | 5,30  |
|                         | CHEGA                                    | 1 396  | 19,39 / 100,00  | 12,26 |
|                         | Partido Socialista                       | 1 365  | 18,96 / 100,00  | 8,85  |
|                         | Iniciativa Liberal                       | 251    | 3,49 / 100,00   | 0,10  |
|                         | Bloco de Esquerda                        | 179    | 2,49 / 100,00   | 0,81  |
|                         | LIVRE                                    | 134    | 1,86 / 100,00   | 1,08  |
|                         | Alternativa Democrática Nacional         | 108    | 1,50 / 100,00   | 1,38  |
|                         | Outros (com menos de 1,00%)              | 209    | 2,91 / 100,00   |       |
| Votos Inválidos         | Votos Inválidos                          | 176    | 2,45 / 100,00   | 0,53  |
| Total                   | Total                                    | 7 200  | 100,00 / 100,00 |       |
| Eleitorado/Participação | Eleitorado/Participação                  | 10 307 | 69,86 / 100,00  | 8,17  |

| Freguesia               | %     | %     | %     | %    | %    | %    | %    | Votantes | Taxa de Participação |
| Freguesia               | AD    | CH    | PS    | IL   | BE   | L    | ADN  | Votantes | Taxa de Participação |
| ----------------------- | ----- | ----- | ----- | ---- | ---- | ---- | ---- | -------- | -------------------- |
| Freguesia               |       |       |       |      |      |      |      | Votantes | Taxa de Participação |
| Cedrim e Paradela       | 48,91 | 24,84 | 14,05 | 2,18 | 2,07 | 1,09 | 1,96 | 918      | 71,94                |
| Couto de Esteves        | 55,53 | 15,37 | 17,83 | 2,46 | 2,05 | 0,82 | 2,25 | 488      | 68,93                |
| Pessegueiro do Vouga    | 49,02 | 19,22 | 15,66 | 4,27 | 3,29 | 2,22 | 1,33 | 1 124    | 70,60                |
| Rocas do Vouga          | 44,46 | 18,59 | 24,24 | 2,93 | 2,39 | 1,52 | 1,20 | 920      | 63,27                |
| Sever do Vouga          | 46,30 | 18,32 | 17,24 | 4,89 | 3,34 | 2,86 | 1,61 | 1 676    | 71,75                |
| Silva Escura e Dornelas | 43,68 | 18,33 | 21,92 | 3,28 | 2,11 | 2,03 | 1,64 | 1 282    | 68,30                |
| Talhadas                | 46,21 | 20,71 | 22,73 | 2,53 | 1,01 | 0,88 | 0,63 | 792      | 74,44                |
| Sever do Vouga          | 46,97 | 19,39 | 18,96 | 3,49 | 2,49 | 1,86 | 1,50 | 7 200    | 69,86                |

### Vagos
| Partido                 | Partido                                  | Votos  | %               | +/-   |
| ----------------------- | ---------------------------------------- | ------ | --------------- | ----- |
|                         | Aliança Democrática (PPD/PSD-CDS-PP-PPM) | 6 641  | 49,05 / 100,00  | 7,08  |
|                         | CHEGA                                    | 2 987  | 22,06 / 100,00  | 13,60 |
|                         | Partido Socialista                       | 1 750  | 12,92 / 100,00  | 9,22  |
|                         | Iniciativa Liberal                       | 585    | 4,32 / 100,00   | 0,37  |
|                         | Bloco de Esquerda                        | 324    | 2,39 / 100,00   | 0,69  |
|                         | Alternativa Democrática Nacional         | 285    | 2,10 / 100,00   | 1,90  |
|                         | LIVRE                                    | 235    | 1,74 / 100,00   | 0,93  |
|                         | Pessoas–Animais–Natureza                 | 183    | 1,35 / 100,00   | 0,39  |
|                         | Outros (com menos de 1,00%)              | 233    | 1,72 / 100,00   |       |
| Votos Inválidos         | Votos Inválidos                          | 317    | 2,34 / 100,00   | 0,12  |
| Total                   | Total                                    | 13 540 | 100,00 / 100,00 |       |
| Eleitorado/Participação | Eleitorado/Participação                  | 22 338 | 60,61 / 100,00  | 9,59  |

| Freguesia                       | %     | %     | %     | %    | %    | %    | %    | %    | Votantes | Taxa de Participação |
| Freguesia                       | AD    | CH    | PS    | IL   | BE   | ADN  | L    | PAN  | Votantes | Taxa de Participação |
| ------------------------------- | ----- | ----- | ----- | ---- | ---- | ---- | ---- | ---- | -------- | -------------------- |
| Freguesia                       |       |       |       |      |      |      |      |      | Votantes | Taxa de Participação |
| Calvão                          | 53,67 | 20,03 | 9,79  | 4,74 | 2,06 | 2,60 | 1,22 | 1,61 | 1 308    | 63,80                |
| Fonte de Angeão e Covão do Lobo | 56,28 | 23,63 | 7,45  | 2,71 | 2,03 | 2,26 | 1,13 | 0,53 | 1 329    | 62,60                |
| Gafanha da Boa Hora             | 43,96 | 22,22 | 15,53 | 4,35 | 2,83 | 2,00 | 2,21 | 2,28 | 1 449    | 45,61                |
| Ouca                            | 54,34 | 21,20 | 10,45 | 4,73 | 1,78 | 2,07 | 1,18 | 0,99 | 1 014    | 62,17                |
| Ponte de Vagos e Santa Catarina | 51,90 | 24,00 | 9,34  | 3,79 | 1,75 | 2,43 | 1,13 | 1,19 | 1 767    | 62,97                |
| Santo André de Vagos            | 55,23 | 24,13 | 8,16  | 2,12 | 2,29 | 2,38 | 1,02 | 0,59 | 1 177    | 59,53                |
| Sosa                            | 43,80 | 25,85 | 16,78 | 3,89 | 1,60 | 2,16 | 1,60 | 1,17 | 1 621    | 60,28                |
| Vagos e Santo António           | 44,54 | 17,01 | 19,28 | 5,65 | 3,33 | 1,68 | 2,63 | 1,68 | 3 875    | 65,85                |
| Vagos                           | 49,05 | 22,06 | 12,92 | 4,32 | 2,39 | 2,10 | 1,74 | 1,35 | 13 540   | 60,61                |

### Vale de Cambra
| Partido                 | Partido                                  | Votos  | %               | +/-   |
| ----------------------- | ---------------------------------------- | ------ | --------------- | ----- |
|                         | Aliança Democrática (PPD/PSD-CDS-PP-PPM) | 5 406  | 39,99 / 100,00  | 2,52  |
|                         | Partido Socialista                       | 3 339  | 24,70 / 100,00  | 12,81 |
|                         | CHEGA                                    | 2 340  | 17,31 / 100,00  | 12,21 |
|                         | Iniciativa Liberal                       | 682    | 5,05 / 100,00   | 1,29  |
|                         | Bloco de Esquerda                        | 455    | 3,37 / 100,00   | 0,71  |
|                         | LIVRE                                    | 210    | 1,55 / 100,00   | 0,96  |
|                         | Pessoas–Animais–Natureza                 | 209    | 1,55 / 100,00   | 0,59  |
|                         | Alternativa Democrática Nacional         | 208    | 1,54 / 100,00   | 1,42  |
|                         | Outros (com menos de 1,00%)              | 295    | 2,18 / 100,00   |       |
| Votos Inválidos         | Votos Inválidos                          | 373    | 2,76 / 100,00   | 0,03  |
| Total                   | Total                                    | 13 517 | 100,00 / 100,00 |       |
| Eleitorado/Participação | Eleitorado/Participação                  | 19 887 | 67,97 / 100,00  | 7,92  |

| Freguesia                               | %     | %     | %     | %    | %    | %    | %    | %    | Votantes | Taxa de Participação |
| Freguesia                               | AD    | PS    | CH    | IL   | BE   | L    | PAN  | ADN  | Votantes | Taxa de Participação |
| --------------------------------------- | ----- | ----- | ----- | ---- | ---- | ---- | ---- | ---- | -------- | -------------------- |
| Freguesia                               |       |       |       |      |      |      |      |      | Votantes | Taxa de Participação |
| Arões                                   | 50,28 | 17,97 | 18,94 | 2,65 | 1,81 | 0,84 | 0,70 | 0,70 | 718      | 59,34                |
| Cepelos                                 | 49,81 | 20,13 | 14,97 | 3,87 | 3,48 | 0,77 | 1,03 | 1,81 | 775      | 63,52                |
| Junqueira                               | 54,52 | 14,12 | 18,06 | 3,78 | 1,15 | 0,99 | 0,33 | 2,13 | 609      | 71,23                |
| Macieira de Cambra                      | 33,39 | 30,21 | 17,93 | 5,43 | 3,56 | 1,25 | 1,72 | 1,36 | 2 728    | 67,31                |
| Roge                                    | 37,28 | 28,16 | 18,45 | 4,95 | 2,91 | 1,36 | 1,17 | 1,75 | 1 030    | 67,59                |
| São Pedro de Castelões                  | 40,77 | 23,25 | 17,09 | 5,58 | 3,30 | 1,98 | 1,60 | 1,65 | 4 302    | 68,91                |
| Vila Chã, Codal e Vila Cova de Perrinho | 38,09 | 25,45 | 16,81 | 5,10 | 4,14 | 1,76 | 1,97 | 1,49 | 3 355    | 70,16                |
| Vale de Cambra                          | 39,99 | 24,70 | 17,31 | 5,05 | 3,37 | 1,55 | 1,55 | 1,54 | 13 517   | 67,97                |

## Lista de Deputados Eleitos
A lista apresentada é conforme a aplicação do Método D'Hondt:
| N.º | Nome                                                  | Partido | Partido            | Partido                       | Quociente  |
| --- | ----------------------------------------------------- | ------- | ------------------ | ----------------------------- | ---------- |
| 1   | Emídio Ferreira dos Santos Sousa                      |         |                    | Aliança Democrática (PPD/PSD) | 148861     |
| 2   | Pedro Nuno Santos                                     |         | Partido Socialista | Partido Socialista            | 117348     |
| 3   | Silvério Rodrigues Regalado                           |         |                    | Aliança Democrática (PPD/PSD) | 74430,5    |
| 4   | Jorge Galveias                                        |         | CHEGA              | CHEGA                         | 73110      |
| 5   | Cláudia Maria Cruz Santos                             |         | Partido Socialista | Partido Socialista            | 58674      |
| 6   | Ângela Maria Bento Rodrigues Nunes Saraiva de Almeida |         |                    | Aliança Democrática (PPD/PSD) | 49620,3333 |
| 7   | Carlos Filipe de Andrade Neto Brandão                 |         | Partido Socialista | Partido Socialista            | 39116      |
| 8   | Salvador Malheiro Ferreira da Silva                   |         |                    | Aliança Democrática (PPD/PSD) | 37215,25   |
| 9   | Maria José Gomes de Aguiar                            |         | CHEGA              | CHEGA                         | 36555      |
| 10  | Almiro Miguel Santos Rodrigues Moreira                |         |                    | Aliança Democrática (PPD/PSD) | 29772,2    |
| 11  | Hugo Daniel Matos Oliveira                            |         | Partido Socialista | Partido Socialista            | 29337      |
| 12  | Maria Paula da Graça Cardoso                          |         |                    | Aliança Democrática (PPD/PSD) | 24810,1667 |
| 13  | Armando Carlos da Silva Grave                         |         | CHEGA              | CHEGA                         | 24370      |
| 14  | Susana Alexandra Lopes Correia                        |         | Partido Socialista | Partido Socialista            | 23469,6    |
| 15  | Mário Filipe Amorim Faria de Oliveira Lopes           |         | Iniciativa Liberal | Iniciativa Liberal            | 21671      |
| 16  | Paulo Cesar Lima Cavaleiro                            |         |                    | Aliança Democrática (PPD/PSD) | 21265,8571 |